# Nekrolog 1410
Nekrolog
◄◄
| ◄
| 1406
| 1407
| 1408
| 1409
| 1410 | 1411 | 1412 | 1413 | 1414 | ► | ►►
Weitere Ereignisse | Allgemeiner Nekrolog 1410
Die Beschreibung der verstorbenen Person sollte so kurz wie möglich gehalten sein und nur deren signifikante Tätigkeit(en) enthalten.
Neue Namen ggf. auch unter dem Geburts- und Sterbedatum, also etwa unter 1. Januar und im Geburts- und Sterbejahr (2024) eintragen (nur bei entsprechender großer Wichtigkeit). Für Beispiele siehe die schon vorhandenen Artikel.
Außerdem über die fünf zuletzt Verstorbenen, zu denen es einen ausreichend guten Artikel für eine Präsentation auf der Hauptseite gibt, nach der todesbedingten Überarbeitung der Artikel ggf. auch unter Wikipedia Diskussion:Hauptseite informieren und sie am besten auch in den anderen Wikipedia-Sprachversionen eintragen. Tipp: Regelmäßig bei news.google.de nach „ist tot“, „gestorben“ oder „verstorben“ suchen.
Wenn eine Person gestorben ist, gibt es viele Seiten zu dieser Person in der Wikipedia, die davon auch betroffen sind und entsprechend aktualisiert werden müssen. Beispiele: Namenübersichtsseite, Geburtsjahr, Geburtsort-Seiten und viele mehr.
Wie finde ich die betroffenen Seiten?
Im Suchfeld auf der linken Seite gibt man den Suchbegriff so ein: „Vorname Nachname“. Dann klickt man auf Volltext und alle Seiten mit entsprechendem Suchtext werden aufgerufen. Hier sieht man dann schnell, wo auch das Todesjahr Sinn macht oder sogar ein Teil des Artikels angepasst werden muss. Auch hilft das „Werkzeug“ auf der linken Seite sehr gut, um solche Seiten aufzufinden: „Links auf diese Seite“. Somit ist die Wikipedia wieder aktuell in allen Bereichen! Hinweis: bei Eintragung der Kategorie „Gestorben JAHR“ wird der Missbrauchsfilter 49 ausgelöst, was jedoch nicht schlimm ist. Siehe: Spezial:Missbrauchsfilter/49
Dies ist eine Liste von im Jahr 1410 verstorbenen bekannten Persönlichkeiten. Die Einträge erfolgen innerhalb der einzelnen Daten alphabetisch sortiert. Tiere sind im Nekrolog für Tiere zu finden.

## Februar
| Tag         | Name                  | Beruf, bekannt als              | Alter | Beleg |
| ----------- | --------------------- | ------------------------------- | ----- | ----- |
| 22. Februar | Anna von Gundelfingen | Äbtissin des Damenstifts Buchau |       |       |

## März
| Tag      | Name                               | Beruf, bekannt als                                                          | Alter | Beleg |
| -------- | ---------------------------------- | --------------------------------------------------------------------------- | ----- | ----- |
| 5. März  | Matthäus von Krakau                | deutscher katholischer Theologe, Professor, Geheimer Rat, Bischof von Worms |       |       |
| 9. März  | Konrad Brunner                     | Schweizer Benediktinermönch, Abt des Klosters Muri                          |       |       |
| 14. März | Spinello Aretino                   | italienischer Maler                                                         |       |       |
| 16. März | John Beaufort, 1. Earl of Somerset | englischer Adliger                                                          |       |       |
| 26. März | Matěj z Knína                      | tschechischer Vertreter der Hussiten                                        |       |       |

## April
| Tag       | Name                       | Beruf, bekannt als   | Alter | Beleg |
| --------- | -------------------------- | -------------------- | ----- | ----- |
| 26. April | Johann Münch von Landskron | Bischof von Lausanne |       |       |

## Mai
| Tag     | Name         | Beruf, bekannt als                                 | Alter | Beleg |
| ------- | ------------ | -------------------------------------------------- | ----- | ----- |
| 3. Mai  | Alexander V. | Gegenpapst                                         |       |       |
| 18. Mai | Ruprecht     | römisch-deutscher König und Kurfürst von der Pfalz | 58    |       |
| 31. Mai | Martin I.    | König von Aragón, König von Sizilien               | 53    |       |

## Juni
| Tag      | Name       | Beruf, bekannt als                 | Alter | Beleg |
| -------- | ---------- | ---------------------------------- | ----- | ----- |
| 13. Juni | Bolko III. | Herzog von Münsterberg (1358–1410) |       |       |

## Juli
| Tag      | Name                      | Beruf, bekannt als                                 | Alter | Beleg |
| -------- | ------------------------- | -------------------------------------------------- | ----- | ----- |
| 15. Juli | Friedrich von Wallenrode  | Komtur und oberster Marschall des Deutschen Ordens |       |       |
| 15. Juli | Kuno von Lichtenstein     | Großkomtur des Deutschen Ordens                    |       |       |
| 15. Juli | Ulrich von Jungingen      | Hochmeister des Deutschen Ordens                   |       |       |
| 28. Juli | Johanna Sophie von Bayern | Ehefrau Albrechts IV. von Österreich               |       |       |

## August
| Tag        | Name             | Beruf, bekannt als     | Alter | Beleg |
| ---------- | ---------------- | ---------------------- | ----- | ----- |
| 16. August | Francesco Datini | italienischer Kaufmann |       |       |

## September
| Tag           | Name                     | Beruf, bekannt als    | Alter | Beleg |
| ------------- | ------------------------ | --------------------- | ----- | ----- |
| 28. September | Johann Sokol von Lamberg | mährischer Heerführer |       |       |

## Oktober
| Tag         | Name                | Beruf, bekannt als                      | Alter | Beleg |
| ----------- | ------------------- | --------------------------------------- | ----- | ----- |
| 16. Oktober | Giovanni Migliorati | Kardinal der katholischen Kirche        |       |       |
| 22. Oktober | Hermann Stakkelwege | deutscher Priester und Offizial in Köln |       |       |

## Dezember
| Tag          | Name              | Beruf, bekannt als | Alter | Beleg |
| ------------ | ----------------- | ------------------ | ----- | ----- |
| 26. Dezember | Thimo von Colditz | Bischof von Meißen |       |       |

## Datum unbekannt
| Tag | Name                             | Beruf, bekannt als                                                                                    | Alter | Beleg |
| --- | -------------------------------- | --- | ----- | ----- |
|     | Konrad von Alen                  | Befehlshaber der Lübecker Flotte und Ratsherr der Hansestadt Lübeck                                   |       |       |
|     | John Badby                       | englischer Märtyrer                                                                                   |       |       |
|     | Berthold von Wehingen            | Bischof von Freising                                                                                  |       |       |
|     | Blasius Lupus                    | katholischer Geistlicher, Rektor der Karlsuniversität                                                 |       |       |
|     | Erwin Hartrad                    | Ratsherr und Bürgermeister von Frankfurt am Main                                                      |       |       |
|     | Hesso                            | Markgraf von Baden-Hachberg (1386–1410)                                                               |       |       |
|     | Katharina Rieter                 | deutsche Äbtissin                                                                                     |       |       |
|     | Louis II. de Bourbon             | Herzog von Bourbon; Graf von Forez                                                                    |       |       |
|     | Magdalena von Bayern             | Tochter Herzog Friedrichs von Bayern-Landshut                                                         |       |       |
|     | Jaume March                      | katalanischer Dichter, Romanist, Katalanist und Lexikograf                                            |       |       |
|     | Przemislaus I.                   | Herzog von Teschen (1358–1410), zeitweise auch Herzog von Beuthen, Tost, Gleiwitz, Glogau und Steinau |       |       |
|     | Nikolaus von Schippenbeil        | Priester des Deutschen Ordens                                                                         |       |       |
|     | Simon III.                       | Herr von Lippe (1360–1410)                                                                            |       |       |
|     | Wolf von Praunheim-Sachsenhausen | Amtmann von Goldstein                                                                                 |       |       |
|     | Hermann Yborch                   | Ratsherr der Hansestadt Lübeck                                                                        |       |       |
|     | Zhang Yuchu                      | 43. Himmelsmeister und Patriarch des Zhengyi-Daoismus                                                 |       |       |